# Anne of the Indies
Anne of the Indies is een Amerikaanse avonturenfilm uit 1951 onder regie van Jacques Tourneur. De film werd destijds uitgebracht onder de titel De piratenkoningin.

## Verhaal
Na de kaping van een Brits schip zorgt piratenkapitein Anne Providence ervoor dat de op het schip gevangen gehouden Fransman Pierre LaRochelle niet overboord wordt gekeild. Hij sluit zich aan bij haar bemanning en Anne begint al snel gevoelens te krijgen voor de Fransman. Ze reizen naar een eiland waar ze een ontmoeting hebben met de piraat Zwartbaard, die LaRochelle niet vertrouwt. Al gauw ziet hij dat Anne verliefdheid voor hem koestert. Na een feest nemen de gebeurtenissen een donkere wending.

## Rolverdeling
| Acteur                  | Personage                  |
| ----------------------- | -------------------------- |
| Jean Peters             | Anne Providence            |
| Louis Jourdan           | Pierre François LaRochelle |
| Thomas Gomez            | Kapitein Zwartbaard        |
| Herbert Marshall        | Scheepsarts                |
| James Robertson Justice | Dougal                     |
| Debra Paget             | Molly LaRochelle           |